# 25706 Cekoscielski
25706 Cekoscielski (tên chỉ định: 2000 AU139) là một tiểu hành tinh vành đai chính. Nó được phát hiện bởi dự án Nghiên cứu tiểu hành tinh gần Trái Đất Lincoln ở Socorro, New Mexico, ngày 5 tháng 1 năm 2000. Nó được đặt theo tên Caitlyn Elizabeth Koscielski, an American high school student whose chemistry team project won second place ở the 2009 Giải thưởng Khoa học và Kỹ thuật Intel.